# Eppie Wietzes
Pas d'image ? Cliquez ici
Eppie Wietzes, né le 28 mai 1938 à Assen (Pays-Bas) et mort le 10 juin 2020 à Vaughan (Canada), est un ancien pilote automobile canadien. Il dispute ses premières courses à la fin des années 1950, sur une Morris Minor. En 1962, il acquiert une Sunbeam Alpine avec laquelle il remporte sa première victoire, à Mosport. L'année suivante il se distingue au volant d'une AC Cobra, qui lui apporte d'autres succès nationaux. Il court ensuite sur Ford Mustang puis sur Ford GT40, avec le soutien du constructeur américain. Avec l'appui de Ford, il obtient le volant d'une Lotus de Formule 1 pour le Grand Prix du Canada 1967, alors qu'il n'a encore jamais piloté de monoplace. Qualifié avant-dernier, il effectue une course anonyme en queue de peloton avant d'être stoppé à cause d'un allumage noyé. Poussé au stand par ses mécaniciens, il repart mais est disqualifié pour aide extérieure.
En 1968, il dispute deux courses de CanAm au volant d'une McLaren M6B avant de se tourner l'année suivante vers le championnat canadien de Formule A/Formule B, avec une Lola T142 à moteur Chevrolet. Remportant cinq courses, il obtient le titre national en 1969, puis de nouveau en 1970 sur une McLaren-Chevrolet M10B qu'il mène cinq fois à la victoire. De 1971 à 1976, il participe régulièrement aux courses américaines de Formule 5000, mais, malgré de nombreuses places d'honneur, ne connaîtra pas la même réussite, ses meilleures saisons (1971 et 1974) se soldant par la quatrième place au championnat. En 1974, il effectue une deuxième apparition en Formule 1 à l'occasion de son Grand Prix national, au volant d'une Brabham ; bien que non qualifié, il est autorisé à prendre part à l'épreuve mais un problème moteur le contraint à l'abandon bien avant la mi-course. Après l'arrêt de la F5000 fin 1976, Wietzes poursuit sa carrière en Trans-Am au volant d'une Chevrolet Corvette ; il est champion de la discipline en 1981. Il s'engage ensuite en IMSA avant de cesser son activité sportive au début des années 1990.